# 484 Pittsburghia
Pittsburghia (asteroide 484) é um asteroide da cintura principal com um diâmetro de 31,61 quilómetros, a 2,512494 UA. Possui uma excentricidade de 0,0582043 e um período orbital de 1 591,54 dias (4,36 anos).
Pittsburghia tem uma velocidade orbital média de 18,23553744 km/s e uma inclinação de 12,49483º.
Esse asteroide foi descoberto em 29 de Abril de 1902 por Max Wolf.